# اقتحام (مسلسل)
اقتحام هو مسلسل تلفزيوني عراقي، من إخراج وتأليف مهند أبو خمرة، من بطولة زهراء بن ميم وتيسير أحمد، عُرض في 23 مارس 2023 على قناة الشرقية.

## ملخص
تصاب ابنة (زهراء) الرضيعة بمرض خطير، ومن أجل توفير نفقات العلاج الباهظة تقوم باقتحام أحد البنوك برفقة والدها، ثم تحاصرهم الشرطة، فتأخذ الأمور منحنىً خطيرًا.

## طاقم التمثيل
- زهراء بن ميم.
- تيسير أحمد.
- دزدمونة.
- بيلا عادل.
- طيبة غسان.
- أوس البياتي.

## روابط خارجية
- اقتحام على موقع قاعدة بيانات الأفلام العربية